# (3919) Maryanning
(3919) Maryanning (1984 DS) – planetoida z pasa głównego asteroid okrążająca Słońce w ciągu 3,31 lat w średniej odległości 2,22 j.a. Odkryta 23 lutego 1984 roku.